# Frantisek Retz
Frantisek Retz (13 de setembro de 1673 – 19 de novembro de 1750) foi um padre jesuíta boémio, décimo quinto superior geral de 1730 a 1750.

## Formação
Depois de ingressar nos jesuítas com a idade de 16 anos (em 1689) e fazer seu noviciado, ele estudou na Faculdade de Filosofia (1692-1694) e na Faculdade de Teologia (1700-1703) da Universidade de Olomouc. Obteve o doutorado em filosofia (Olomouc, 1703) e teologia (Praga, 1709) e parecia destinado a lecionar as mesmas disciplinas.

### Em Roma
Mal tinha começado a fazê-lo, foi chamado a Roma (1711) para ocupar um cargo administrativo. Provincial da Boêmia (atual República Tcheca) (1718–20) e Reitor do grande Liceu de Praga (1720–23) foi chamado a Roma em 1725 pelo então Superior Geral Michelangelo Tamburini como seu Assistente para os assuntos da Europa Central. Com a morte de Tamburini (1730) Retz, como Vigário Geral da Sociedade, chamada de Congregação Geral.

### Superior Geral
A décima sexta Congregação Geral o elegeu Superior Geral. A votação foi quase unânime (68 de 70). Sua hábil administração contribuiu muito para o bem-estar da Sociedade; obteve a canonização de São João Francisco Régis (1738) e usou o exemplo do santo para promover o trabalho missionário nas áreas rurais.
O generalato do padre Retz foi talvez o mais silencioso da história da ordem. Houve dificuldades na Polônia, mas as missões no exterior desenvolveram-se como nunca antes. A Sociedade continuou crescendo continuamente. No momento de sua morte, era composta por trinta e nove províncias, vinte e quatro casas de padres professos, 669 colégios, sessenta e um noviciados, 335 residências, 273 estações missionárias, 176 seminários e 22 589 membros, dos quais 11 293 eram sacerdotes.